# Calan Williams
Calan Williams (Perth, 30 de junho de 2000) é um automobilista australiano.

## Carreira

### Toyota Racing Series
Em dezembro de 2018, foi anunciado que Williams competiria na temporada de 2019 da Toyota Racing Series, realizada na Nova Zelândia em janeiro e fevereiro com a equipe MTEC Motorsport.

### Campeonato de Fórmula 3 da FIA
Em outubro de 2019, foi anunciado que Williams foi contratado pela equipe Jenzer Motorsport para a disputa da temporada de 2020 do Campeonato de Fórmula 3 da FIA. Ele permaneceu com a equipe para a disputa da temporada de 2021.

### Fórmula 2
Em 12 de janeiro de 2022, foi anunciado que Williams havia sido contratado pela equipe Trident para a disputa da temporada de 2022 do Campeonato de Fórmula 2 da FIA.